# Thomas Seay
Thomas J. Seay (20 de Novembro de 1846 – 30 de Março de 1896) foi um político americano filiado ao Partido Democrata que foi o 27° Governador do Alabama de 1886 até 1890.

## Primeiros anos
Thomas Jefferson Seay nasceu no dia 20 de Novembro de 1846, perto de Erie, no atual Condado de Hale. Esta área fazia parte do Condado de Greene na época de seu nascimento, filho de Reuben e Ann McGee Seay. Thomas cresceu em uma fazenda até os doze anos quando a família se mudou para Greensboro, Alabama. Lá, estudou na Universidade do Sul de (Greensboro) até o início da Guerra Civil Americana interromper seus estudos.
Em 1863, Seay se alistou no Exército Confederado e serviu com seu grupo em torno de Mobile. Foi capturado em Spanish Fort e em Blakeley e foi preso na Ilha Ship. Seay retornou à Universidade do Sul de (Greensboro) após a guerra, graduando-se em 1867. Estudou direito e exerceu como membro júnior da Coleman e Seay de 1869 até 1885. Seay também se dedicou ao plantio.

## Política
Thomas Seay começou sua carreira política em 1874, quando concorreu sem sucesso ao Senado do Estado. Teve sucesso em 1876 e permaneceu no Senado por dez anos, atuando como presidente de 1884 até 1886. Seay foi eleito governador em 1886 e reeleito em 1888.
Esse governo é digno de nota pelo sucesso de Seay na redução de impostos, ao mesmo tempo em que aumenta a assistência social e administra o governo do estado lucrando. Defensor de programas de assistência social, a nativa Alabama central apoiou uma legislação crucial. Durante sua gestão, mulheres e crianças foram limitadas a um dia de trabalho de oito horas. Foram fornecidas pensões para veteranos confederados deficientes e suas viúvas. Seay também apoiou (no contexto dos padrões do final do século XIX) medidas para melhorar os direitos e a educação dos cidadãos negros do Alabama.
Várias novas escolas foram construídas durante o mandato de Seay. Entre elas estavam a Escola Normal Estadual de Troy (agora Universidade Estadual de Troy) e a Escola Normal Estadual de Estudantes Negros em Montgomery (atual Universidade Estadual do Alabama). Em Talladega, foi criada a Academia de Cegos do Alabama, removendo essa responsabilidade do Instituto de Surdos do Alabama.
Bessemer foi fundada em 1887 e a indústria de ferro e aço no Condado de Jefferson começou a crescer logo depois. Um acontecimento especialmente interessante que ocorreu enquanto Seay estava no cargo foi a visita de 1887 do Presidente Grover Cleveland a Montgomery.
Outros acontecimentos durante o governo de Seay não foram tão agradáveis. O sistema de concessão de condenados começou e os empresários logo perceberam a oportunidade de exploração dessa força de trabalho. A Rebelião Hawes ocorreu em Birmingham; treze pessoas morreram. Evidências de descontentamento entre os alabamianos ocorreram quando os agricultores organizaram a Aliança dos Fazendeiros para chamar a atenção para seus problemas.
Em 1890, Seay foi derrotado por James M. Pugh em sua candidatura a um lugar no Senado dos EUA. Não concorreu ao cargo novamente, embora tenha ajudado Thomas G. Jones em sua campanha para governador contra o Populista Reuben Kolb.

## Vida pessoal
Seay casou-se com Ellen Smaw, do Condado de Greene (mais tarde Condado de Hale), no dia 12 de Julho de 1875. Deu à luz um filho e uma filha antes de sua morte em 1879. Em 1881, casou-se com Clara de Lesdernier, com quem teve mais quatro filhos. Seay morreu aos 49 anos no dia 30 de Março de 1896 em Greensboro.

## Homenagens
Seay Hall, da Universidade Agrícola e Mecânica do Alabama, foi nomeada em sua homenagem. O dormitório com estrutura de madeira de três andares foi queimado em 1892.